# Ali Reza Ghesghayan
Ali Reza Ghesghayan (27 febbraio 1954) è un ex calciatore iraniano, di ruolo difensore.